# Михайлик, Яков Данилович
Я́ков Дани́лович Миха́йлик (7 мая 1922, Максимовка, Градижская волость, Кременчугский уезд, Кременчугская губерния, УССР — 20 апреля 2011, Москва, Россия) — военный лётчик, заместитель командира авиаэскадрильи 54-го гвардейского истребительного авиационного полка (1-я гвардейская истребительная авиационная дивизия, 16-я воздушная армия, 1-й Белорусский фронт), гвардии старший лейтенант. Герой Советского Союза (1946).

## Биография
Родился 7 мая 1922 года в селе Максимовка. В 1937 году окончил 7 классов школы, в 1938 году — школу ФЗУ. В 1938—1939 годах работал слесарем в Кременчугском паровозном депо. В 1940 году окончил Кременчугский аэроклуб.
В армии с февраля 1940 года. В августе 1941 года окончил Чугуевскую военную авиационную школу лётчиков. Служил лётчиком в тыловом авиаполку, в декабре 1941 года прошёл переучивание на истребитель Як-1 в 8-м запасном истребительном авиационном полку (аэродром Багай-Барановка).
Участник Великой Отечественной войны: в марте-сентябре 1942 — лётчик 211-го истребительного авиационного полка (Западный, Волховский и Сталинградский фронты), в сентябре 1942 — мае 1945 — лётчик, старший лётчик, командир звена и заместитель командира авиаэскадрильи 237-го (с февраля 1943 — 54-го гвардейского) истребительного авиационного полка (Донской, Центральный и 1-й Белорусский фронты). Участвовал в Московской, Сталинградской и Курской битвах, Орловской, Черниговско-Припятской, Бобруйской, Варшавско-Познанской, Восточно-Померанской и Берлинской операциях. 30 марта 1942 года был сбит в воздушном бою и ранен в ноги. За время войны совершил 339 боевых вылетов на истребителях Як-1 и Р-39 «Аэрокобра», в 75 воздушных боях сбил лично 17 и в составе группы 5 (по другим данным — лично 16 и в составе группы 6) самолётов противника.
За мужество и героизм, проявленные в боях, указом Президиума Верховного Совета СССР от 15 мая 1946 года гвардии капитану Михайлику Якову Даниловичу присвоено звание Героя Советского Союза с вручением ордена Ленина и медали «Золотая Звезда».
В 1945 году окончил курсы при Липецкой высшей офицерской лётно-тактической школе. В 1945—1950 — командир авиаэскадрильи и помощник командира авиаполка (в Группе советских войск в Германии и Прибалтийском военном округе). В 1955 году окончил Военно-воздушную академию (Монино). В 1955—1959 годах служил старшим офицером оперативных отделов в штабах ВВС Таврического военного округа и 48-й воздушной армии (Одесский военный округ). В 1959—1960 — заместитель начальника штаба бомбардировочной авиадивизии (в Одесском военном округе), в 1960—1961 — старший офицер отдела боевой подготовки штаба 48-й воздушной армии (Одесский военный округ).
В 1961—1966 — начальник командного пункта управления полётами штаба 73-й воздушной армии (Туркестанский военный округ), в 1966—1970 — начальник специального командного пункта Поисково-спасательной службы ВВС, с 1970 — заместитель начальника и начальник командного пункта управления полётами Управления 36-й воздушной армии (Южная группа войск, Венгрия). С июня 1976 года полковник Я. Д. Михайлик — в запасе.
В 1977—1988 годах работал ведущим инженером и начальником отделов в Главном управлении по ремонту подвижного состава и производству запасных частей Министерства путей сообщения СССР.
Жил в Москве. Умер 20 апреля 2011 года. Похоронен на Троекуровском кладбище в Москве.

## Награды
- Герой Советского Союза (15.05.1946);
- орден Ленина (15.05.1946);
- три ордена Красного Знамени (30.01.1943; 4.07.1943; 31.07.1945);
- орден Александра Невского (10.07.1944);
- орден Отечественной войны 1-й степени (11.03.1985);
- три ордена Красной Звезды (3.01.1943; 26.10.1955; 22.02.1968);
- орден «За службу Родине в Вооружённых Силах СССР» 3-й степени (30.04.1975);
- медали.

## Сочинения
- Михайлик Я. Д. Я – «Сокол», иду в атаку. — Ташкент: Еш гвардия, 1967. — 200 с.
- Михайлик Я. Д. Соколиная семья. — М.: Воениздат, 1971. — 256 с.